# Вынужденные переселенцы на Украине (с 2014 года)
Вынужденные переселенцы на Украине (с 2014 года) — внутренние переселенцы в стране, мигрировавшие в ней с территории зоны АТО (вооружённого конфликта на востоке Украины), также в их число включают мигрантов из Крыма, аннексированного в феврале—марте 2014 года Российской Федерацией.
Согласно заявлению официального представителя МИД России Марии Захаровой, общее число граждан Украины, находящихся на территории России на 16 марта 2017 года составляет 2 млн 300 тыс. 320 человек, из них более миллиона – беженцы из Донбасса.
Замминистра по вопросам оккупированных территорий и вынужденным переселенцам Георгий Тука 15 июня 2016 года заявил, что реальное число переселенцев из Донбасса составляет около 800 тыс. — такая оценка дана согласно независимому исследованию, проведенному международными организациями. В то же время по данным Министерства социальной политики количество зарегистрированных переселенцев составляет более 1,7 млн человек (на 1 февраля 2016 года). Из этого количества более 714 тысяч семей обратились за государственной денежной помощью, которая была назначена более 669 тысячам семей.
Согласно данным, которые приводит британское издание «The Telegraph» в июне 2016 года, территорию Крыма покинули 100 тысяч человек. При этом официально в стране как «внутренне перемещенные лица» из Крыма зарегистрированы примерно 21 тысяча человек.
Согласно заявлению народного депутата Украины Мустафа Джемилева в мае 2015 года, на то время Крым покинули около 35 тысяч чел., из которых более 20 тыс. крымские татары. Последние, по его словам, расселились преимущественно в западных областях Украины.
По данным Минсоцполитики на 14 сентября 2015 года на учете находилось 1 483 119 внутренних переселенцев (или более миллиона семей) из Донбасса и Крыма.
По данным ООН, за год военного конфликта на востоке Украины (на середину апреля 2015 года) число внутренне перемещенных лиц составило 1 228 090, из них 154 635 — дети.
На март 2015 года Государственная служба по чрезвычайным ситуациям зарегистрировала около 777 тыс. вынужденных переселенцев из зоны проведения АТО и Крыма. «Данное количество включает переселенцев в пределах Луганской (141333 человека) и Донецкой (102006 человек) областей, из Крыма выехали 20305 человек», — сообщало ГосЧС, — «Больше всего внутренних переселенцев — в Харьковской (146660 человек), Днепропетровской (80879 человек), Запорожской (59909 человек) областях и в Киеве (39047 человек). Меньше всего — в Тернопольской (2411 человек), Черновицкой (2495 человек), Ивано-Франковской (3167 человек) и Закарпатской (3 513 человек)».